# 브라이틀링 SA
브라이틀링(Breitling SA)은 스위스 그렌헨에 위치한 스위스의 사치품 손목시계 제조사이다. 이 기업은 1884년 스위스에서 레옹 브라이틀링에 의해 설립되었다. 브라이틀링은 비행사를 위해 정교하게 제조된 크로노그래프로 유명하다.

## 같이 보기
- 블랑팡
- 위블로